# Università Transilvania (Brașov)
L'Università Transilvania (UniTBv) è un istituto di istruzione superiore con sede a Brașov.
Nel 2011 è stata classificata nella seconda categoria in Romania, quella delle università di istruzione e ricerca scientifica.

## Struttura
L'università è organizzata nelle seguenti diciotto facoltà:
- Alimentazione e turismo
- Giurisprudenza
- Ingegneria civile
- Ingegneria del legno
- Ingegneria elettrica e informatica
- Ingegneria meccanica
- Ingegneria tecnologica e gestione industriale
- Lettere
- Matematica e informatica
- Medicina
- Musica
- Psicologia e scienze dell'educazione
- Progettazione e ambiente
- Scienze economiche e amministrazione aziendale
- Scienze e ingegneria dei materiali
- Scienze motorie e sport di montagna
- Silvicoltura e ingegneria forestale
- Sociologia e comunicazione